# Rafael N. Rosenzweig
Rafael N. Rosenzweig (geboren 8. September 1922 in Frankfurt am Main; gestorben 2. Dezember 2001 in Forch bei Zürich) war ein israelischer Agrarökonom. Er emigrierte 1938 nach Palästina, wo er einem Kibbuz beitrat. Er studierte Ökonomie, war im Landwirtschaftsministerium tätig und engagierte sich in der israelischen Friedensbewegung.

## Leben
Rafael Rosenzweig wurde 1922 als Sohn von Franz Rosenzweig und Edith, geborene Hahn, in Frankfurt a. M. geboren. Als er heranwuchs, war sein Vater bereits von einer totalen Lähmungserkrankung befallen. Aber er erlebte, wie berühmte Gelehrte seinen Vater am Krankenbett aufsuchten, und war dabei, wenn Martin Buber und sein Vater gemeinsam an der Übersetzung des Alten Testaments ins Deutsche arbeiteten.
Seine Mutter gehörte zum Kreis jener deutschen Juden und Jüdinnen, die auch nach der Machtergreifung der Nationalsozialisten und der beginnenden Judenverfolgung in Deutschland ausharren wollten, weil sie an die sittliche Substanz der deutschen Kultur glaubten. Erst nach dem Reichspogrom im November 1938 willigte sie in die Auswanderung ihres damals noch minderjährigen Sohnes nach Palästina ein. 1939 folgte sie ihm auf dem letzten Schiff mit jüdischen Emigranten. Nach dem Abitur schloss sich Rafael Rosenzweig dem Kibbuz Sha'ar HaGolan an. Von 1944 bis 1946 war er Soldat in der jüdischen Brigade der British Army.
1954 wurde er von seinem Kibbuz zum Studium der Nationalökonomie freigestellt. Seit 1963 war er Leiter der Ausbildungsabteilung für Experten in der Entwicklungshilfe des israelischen Landwirtschaftsministeriums. 1966 wurde er zum Senior Economic Advisor im Büro des landwirtschaftlichen Attachés der U.S. Botschaft in Tel Aviv berufen. Nach seiner Pensionierung im Jahre 1987 konnte sich Rafael Rosenzweig verstärkt wieder wissenschaftlichen Arbeiten zuwenden und engagierte sich in der Friedensbewegung in Israel. 1998 erschien sein ökonomisches Hauptwerk Das Streben  nach Sicherheit. 1999 nahm er die Franz-Rosenzweig-Gastprofessur an der Universität Kassel wahr.

## Schriften (Auswahl)
- "Personal and Collective Security: The Palestinian Need", in: Judaism Vol. 17, No. 4 (1968).
- Frostschutz für landwirtschaftliche Produkte (Hebräisch), Tel Aviv 1973.
- To renew the Face of the Land. An Account of Israel's Agriculture, Tel Aviv 1977 (übers. ins Franz. und Ital.).
- "Die Übersetzungstätigkeit von Franz Rosenzweig", in: Band 4/1 der Gesammelten Schriften von Franz Rosenzweig, Haag 1983.
- "Der Erbfeind", in: Wie gut sind Deine Zelte, Jaakow. Festschrift für Reinhold Mayer, Gerlingen 1986.
- "Deutscher und Jude. Franz Rosenzweigs Weg zum jüdischen Volk", in: Wolfdietrich Schmied-Kowarzik (Hg.): Der Philosoph Franz Rosenzweig (1886–1929). Internationaler Kongreß Kassel 1986, Freiburg/München 1988.
- The Economic Consequences of Zionism, Leiden 1989.
- "Franz Rosenzweig als Übersetzer", in: "Die Wahrheit will bewährt werden". Franz Rosenzweigs Lebenswerk zwischen Juden und Christen, Berlin 1996.
- Das Streben nach Sicherheit, Marburg 1998 (eng.: The Quest for Security, 1996).
- "Augenblicke" und "Fundamentalismus und der Nah-Ost-Konflikt", beide in: Wolfdietrich Schmied-Kowarzik (Hg.): Vergegenwärtigungen des zerstörten jüdischen Erbes. Franz-Rosenzweig-Gastvorlesungen Kassel 1987–1998, Kassel 1997.